# Drain You
Drain You är en promo-singel av det amerikanska grungebandet Nirvana och är med på Nirvanas genombrottsalbum Nevermind. Låten är en av de få låtar som Kurt Cobain har gjort som berör ämnet kärlek och den sägs handla om Cobains före detta flickvän Tobi Vail även om Cobain har sagt att den handlar om "två snorungar som delar sjukhusbädd". Låten blev känd genom att vara B-sida på de flesta versionerna av singeln "Smells Like Teen Spirit". En liveversion av låten från albumet From the Muddy Banks of the Wishkah släpptes som singel i samband med albumets release 1996. Cobain har sagt att det mesta av låttexten kom han på under inspelningen av låten, men att de första raderna ("One baby to another says I'm lucky to have met you") var väldigt viktiga för att kunna tolka låten på rätt sätt. I mitten av låten hörs abstrakta ljud av bland annat en sprejburk och en pipleksak som Cobain hade med sig till studion och Dave Grohl kallade denna del för "Neverminds 'Bohemian Rhapsody'-stycke." "Drain You" hamnade på plats 11 över de 20 mest spelade Nirvana-låtarna någonsin i Storbritannien, vilket var en lista framtagen av Phonographic Performance Limited för att hedra Cobains 50-årsdag den 20 februari 2017. Circa Survive spelade in en cover av låten för hyllningsalbumet Whatever Nevermind.

## Låtlista
Alla låtar är skrivna och komponerade av Kurt Cobain, om inte annat anges. 
| Nr | Titel     | Längd |
| -- | --------- | ----- |
| 1. | Drain You | 3:35  |

### Engelska originalcitat
1. ↑  "[...] two brat kids who are in the same hospital bed."